# Witowy Most
Witowy Most – wieś sołecka w Polsce położona w województwie mazowieckim, w powiecie ostrołęckim, w gminie Baranowo.
| SIMC    | Nazwa    | Rodzaj     |
| ------- | -------- | ---------- |
| 0506410 | Zasanica | przysiółek |

W latach 1975–1998 miejscowość administracyjnie należała do województwa ostrołęckiego.
Wierni Kościoła rzymskokatolickiego należą do parafii Świętego Bartłomieja Apostoła w Baranowie.